# Ville Pörhölä
Frans Wilhelm Pörhölä, detto Ville (Rauma, 24 dicembre 1897 – Oulu, 28 novembre 1964), è stato un discobolo, martellista e pesista finlandese.

## Palmarès
| Anno | Manifestazione | Sede        | Evento              | Risultato | Misura  | Note                  |
| ---- | -------------- | ----------- | ------------------- | --------- | ------- | --------------------- |
| 1920 | Olimpiadi      | Anversa     | Getto del peso      | Oro       | 14,81 m |                       |
| 1920 | Olimpiadi      | Anversa     | Lancio del disco    | 8º        | 38,19 m |                       |
| 1924 | Olimpiadi      | Parigi      | Getto del peso      | 7º        | 14,10 m |                       |
| 1932 | Olimpiadi      | Los Angeles | Lancio del martello | Argento   | 52,27 m |                       |
| 1934 | Europei        | Torino      | Lancio del disco    | Oro       | 50,34 m | Record dei campionati |
| 1936 | Olimpiadi      | Berlino     | Lancio del martello | 11º       | 49,89 m |                       |